# Caterina Úrsula de Hohenzollern-Hechingen
Caterina Úrsula de Hohenzollern-Hechingen - Katharina Ursula von Hohenzollern-Hechingen (alemany) (1610, Hechingen - Baden-Baden, 2 de juny de 1640) fou una noble alemanya, filla del príncep Joan Jordi de Hohenzollern-Hechingen (1577 - 1623) i de Francesca de Salm-Neufville (1580 - 1619). El 13 d'octubre de 1624 es va casar amb Guillem de Baden-Baden (1593 - 1677), fill del marcgravi de Baden Eduard (1565 - 1600) i de la baronessa Maria d'Eicken (1569 - 1636). D'aquest matrimoni en nasqueren:
- Ferran Maximilià (1625 - 1669), casat amb Lluïsa Cristina de Savoia-Carignan (1627 - 1689).
- Leopold Guillem (1626 - 1671).
- Felip Segimon (1627 - 1647).
- Guillem Cristòfol (1628 - 1652).
- Germà (1628 - 1691).
- Bernat (1629 - 1648).
- Elisabet Eugènia (1630 - 1632).
- Caterina Francesca (1631 - 1691).
- Clàudia (1633).
- Enriqueta (1634).
- Ana (1634 - 1708).
- Maria, nascuda i morta el (1636).
- Francesc, nascut i mort el (1637).
- Maria Juliana, nascuda i morta el (1638).